# Paul Dahlke
Paul Victor Ernst Dahlke (Strzeżenice, 12 aprile 1904 – Salisburgo, 23 novembre 1984) è stato un attore tedesco.

## Filmografia parziale
- La collana di perle (Romanze in Moll), regia di Helmut Käutner (1943)
- Das fliegende Klassenzimmer, regia di Kurt Hoffmann (1954)
- Le confessioni del filibustiere Felix Krull (Bekenntnisse des Hochstaplers Felix Krull), regia di Kurt Hoffmann (1957)
- Il vendicatore, regia di William Dieterle (1959)
- Die Heiden von Kummerow und ihre lustigen Streiche, regia di Werner Jacobs (1967)